# Jan Claeissins
Jan Claeissins (Brugge, ? - 1653) was een Brugs kunstschilder.
Claeissins werd vermoedelijk geboren in de periode 1555-1575, en overleed in de periode 1653-1655.

## Levensloop
Jan Claeissins behoorde tot de Claeissinsfamilie als zoon van Pieter Claeissins de Jonge.
Hij werd als meester-schilder opgenomen in het ambacht van de schilders en werd er deken. In 1621 volgde hij zijn vader op als stadsschilder.
Hij had als leerlingen Arnold van Haeghe, Antoon de Coeninck en Polycarp Delschot.

## Werk
- Er zijn verschillende schilderwerken van hem bekend, te situeren tussen 1626 en 1631, in privébezit.
- Hij voltooide het Laatste Oordeel van Ferdinand De Bast.
- Jezus en de tien melaatsen, geschilderd voor de Confrérie van de Heilige Geest in de Potterie.